# Rochester (Nova Iorque)
Rochester é uma cidade localizada no estado americano de Nova Iorque, no condado de Monroe, do qual é sede. Foi fundada em 1788 e incorporada como aldeia em 21 de março de 1817 e, posteriormente como cidade, em 28 de abril de 1834. É um centro de indústria química, em especial de produtos para fotografia.

## Geografia
De acordo com o United States Census Bureau, a cidade tem uma área de 96,3 km², dos quais 92,6 km² estão cobertos por terra e 3,6 km² por água.

## Demografia
Segundo o censo nacional de 2010, a sua população é de 210 565 habitantes e sua densidade populacional é de 2 187 hab/km². É a terceira cidade mais populosa do estado e a 98ª mais populosa do país. Possui 97 158 residências, que resulta em uma densidade de 1 048,4 residências/km².

### Pessoas notáveis da cidade
- Arthur Shawcross, assassino em série

- Susan B. Anthony (sufragista, lutou pelo direito de voto para as mulheres)
- Jared Gradinger (dançarino e coreógrafo - Ver Dorky Park por Constanza Macras, Buenos Aires, Argentina/Berlim, Alemanha)
- Johnny Antonelli (jogador de beisebol)
- Jenna Nicole Mourey; "Jenna Marbles" (YouTuber)
- Philip Barry
- John Jacob Bausch (nascido na Alemanha, foi co-fundador da empresa Bausch & Lomb de Rochester)
- Boris Bittker (acadêmico de direito)
- Bernie Boland (jogador de basebol)
- William Seward Burroughs
- Cab Calloway (Vocalista)
- Francis Pharcellus Church
- Julie Lynn Cialini
- David Diamond (compositor)
- Taye Diggs (ator nascido em Nova Jersey mas criado em Rochester)
- Frederick Douglass (nascido em Maryland mas residente rochestense de longa data e enterrado no Mt. Hope Cemetery)
- Pete Duel (ator)
- George Eastman (fundador da Kodak, filantropia)
- Garth Fagan (Coreógrafo nascido na Jamaica mas residente rochestense de longa data)
- Rory Fitzpatrick (atleta profissional, jogou na liga NHL)
- Renée Fleming (cantor de ópera nascido no estado da Pensilvânia mas criado em Rochester)
- Robert Forster (ator)
- Nick Francesco (colunista especializado em informática)
- Steve Gadd (baterista/jazz)
- Frank Gannett (fundador dos jornais Gannett, candidato presidencial)
- Teddy Geiger (músico/actor)
- Brian Gionta (atleta profissional, jogou na liga NHL)
- Malcolm Glazer
- Emma Goldman (Notável escritora e oradora libertária)
- Tom Golisano (fundou a empresa Paychex, filantropista, candidato a governador, proprietário do time Buffalo Sabres)
- Kim Gordon (baixista e vocalista principal do grupo Sonic Youth)
- Lou Gramm (vocalista principal da banda Foreigner)
- Seth Green, nascido em Rochester, foi pioneiro na área de piscicultura
- Heinie Groh
- Walter Hagen (jogador de golfe)
- Adolphus Hailstork (compositor)
- Howard Hanson
- Davey Havok (músico nascido em Rochester, criado em Ukiah, Califórnia)
- Edward D. Hoch (escritor)
- Philip Seymour Hoffman (actor ganhador de Óscar)
- Garson Kanin
- Bob Keegan (jogador de basebol)
- Mimi Kennedy
- Norman Kerry (actor de filmes mudos)
- Charlene Keys (cantor, a.k.a Tweet)
- Ellsworth Paine Killip (botânico)
- Joanie Laurer (lutador, a.k.a. Chyna)
- John Lithgow (ator, nascido em Rochester mas criado no estado de Ohio, nos Estados Unidos
- Joe Locke (jazz, nascido no estado da Califórnia mas criado em Rochester)
- Lydia Lunch
- Chuck McCoy (DJ/disk jockey)
- Jason McElwain
- Chuck Mangione (músico, flautista)
- Pamela Melroy (mulher astronauta)
- Carolyn Merchant
- Mitch Miller (líder de banda musical)
- Audrey Munson
- Gerry Niewood (saxofone, jazz)
- Hugh O'Brien (actor)
- Sam Patch (daredevil)
- Danny Padilla (alterofilista)
- William F. Quinn
- Charley Radbourn
- Walter Rauschenbusch (teólogo)
- Marty Reasoner (atleta)
- Tim Redding (jogador de basebol)
- Frank Ritter
- Del Rivers (artista)
- Joe Romano (saxofone, jazz)
- Rob Sanderson (atleta, apelidado de "The Artiste")
- George B. Selden
- Joel Seligman (presidente da Universidade de Rochester)
- F. Ritter Shumway (patinador, activo em filantropia)
- Hiram Sibley (fundador da empresa Western Union de transferência de dinheiro)
- Jeff Sluman (golfista)
- Bill Stern
- John Wallace (jogador de basquete profissional)
- William Warfield (nasceu no estado de Arkansas, criado em Rochester)
- Hulbert Harrington Warner, milionário bem sucedido na área de patentes farmacológicos e patrono da Astronomia
- Abby Wambach (jogador de futebol)
- Lee-Hom Wang (superstar pop/hip hop de origem asiática)
- Wendy O. Williams (The Plasmatics)
- Joseph C. Wilson (Xerox)
- Jim "The Bob" Wyand
- Rob Zicari a.k.a. Rob Black (pornógrafo, fundador de Extreme Associates e Xtreme Pro Wrestling, foi candidato a prefeito da cidade de Los Angeles, estado da Califórnia, Estados Unidos
- Jon Jones (lutador do UFC, atual campeão dos meio-pesados)
- Mary Louise Brooks (A mais linda atriz do cinema mudo, uma mulher notável à frente de seu tempo)
- Carl Rogers (Iniciou o desenvolvimento da abordagem centrada na pessoa em Rochester[3])

## Marcos históricos
O Registro Nacional de Lugares Históricos lista 140 marcos históricos em Rochester, dos quais 3 são Marco Histórico Nacional. O primeiro marco foi designado em 15 de outubro de 1966 e o mais recente em 20 de fevereiro de 2020. O Cemitério Mount Hope é um dos marcos da cidade.